# Општина Годени (Арђеш)
Годени (рум. Godeni) општина је у Румунији у округу Арђеш.
Oпштина се налази на надморској висини од 538 m.